# L'ultima porta (film 1921)
L'ultima porta (The Last Door) è un film muto del 1921 diretto da William P.S. Earle. Sceneggiato da Edward J. Montagne su un soggetto di W. Bert Foster e di Ralph Ince, il film fu prodotto dalla Selznick Pictures Corporation. Aveva come interpreti Eugene O'Brien nel ruolo del "Magnete", il protagonista, affiancato da Charles Craig, Nita Naldi, Helen Pillsbury], Martha Mansfield, Katherine Perry, Warren Cook.

## Trama
Durante un ricevimento dato in suo onore a casa dei Rogers, Somerset Carroll sorprende tutti affermando che sarebbe disposto ad aiutare una donna che fosse fuggita di prigione. Mentre qualche tempo dopo si trova solo in biblioteca, si trova a conversare con una ragazza che gli confessa di avere alle costole la polizia. Lui, allora, le offre rifugio a casa sua. Lì, però, la giovane gli rivela di essere Helen Rogers e che si è prestata al gioco dietro suggerimento dei suoi ospiti. L'uomo, a questo punto, dichiara di non essere lui il vero Somerset Carroll che, è invece suo prigioniero, e che lui ha tolto di mezzo perché la sua vera intenzione era quella di farsi accogliere nella ricca dimora dei Rogers per poterla, poi, depredare. Lei segue l'uomo che si fa chiamare "il Magnete", proteggendolo dalla polizia, messa in allerta dal vero Carroll dopo che questi era riuscito a fuggire dalla sua prigione. Con il suo aiuto, il ladro riesce così a evitare la trappola che gli hanno teso i poliziotti, sfuggendo alla cattura.

## Produzione
Il film fu prodotto dalla Selznick Pictures Corporation di Lewis J. Selznick.

## Distribuzione
Il copyright del film, richiesto dalla Selznick Pictures, fu registrato il 1º maggio 1921 con il numero LP16490.
Distribuito dalla Selznick Distributing Corporation e presentato da Lewis J. Selznick, il film uscì nelle sale cinematografiche statunitensi il 10 maggio 1921. In Brasile fu distribuito con il titolo A Última Saída. In Italia, dopo aver ottenuto il visto di censura numero 19820 nell'agosto 1924, venne distribuito dalla U.C.I. con il titolo L’ultima porta.
Copia completa della pellicola si trova conservata negli archivi del Museum Of Modern Art di New York registrata con il numero 21359.